# Kastellet (Stockholm)
Pour les articles homonymes, voir Kastellet (homonymie).

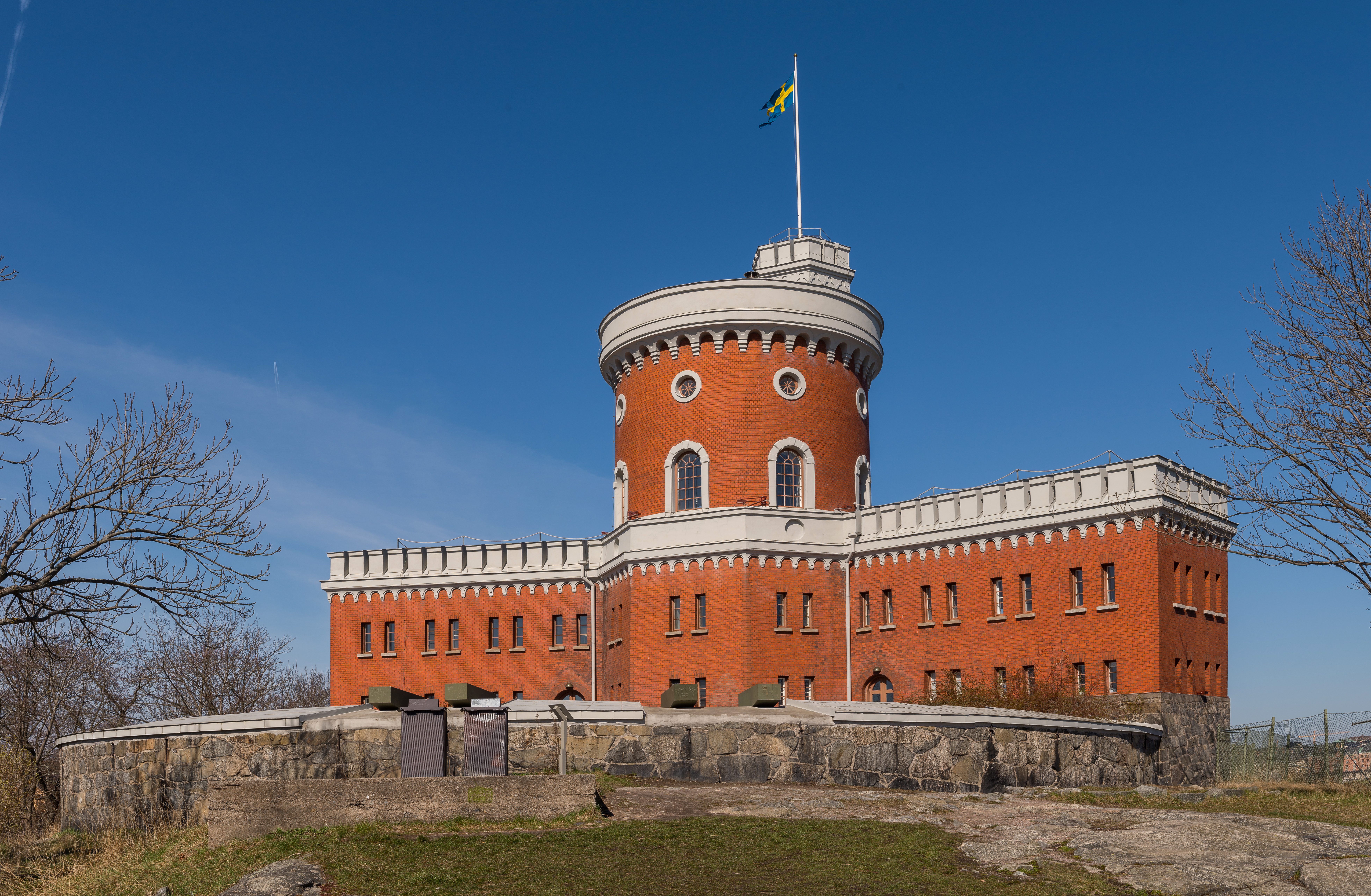
Kastellet en 2014

Kastellet (« le Châtelet ») est un ouvrage militaire situé sur la petite île de Kastellholmen, au centre de Stockholm en Suède. Construit en 1845 en style néogothique, il est classé monument historique (byggnadsminne) depuis 1935.

## Contexte
Avant la construction de l'actuel bâtiment, deux autres châtelets se sont succédé sur l'île de Kastellholmen. Le premier est construit en 1667 d'après des plans de l'architecte Erik Dahlbergh, à une époque où la flotte de guerre suédoise est pour l'essentiel stationnée à Kastellholmen et sur l'île voisine de Skeppsholmen. Le bâtiment octogonal a une mission défensive, mais ses canons, conquis pendant la guerre de Trente Ans et l'invasion de la Pologne par Charles X Gustave, servent surtout à saluer les bâtiments qui entrent et sortent du port de Stockholm.
Le deuxième châtelet est construit au XVIIIe siècle sur l'emplacement du premier. C'est un bâtiment en pierre, également de forme octogonale, surmonté d'un mat et dont les caves abritent un dépôt de poudre. Utilisé pour la préparation des munitions, il est détruit le 21 juin 1845 par une explosion qui retentit dans tout Stockholm.

## Histoire

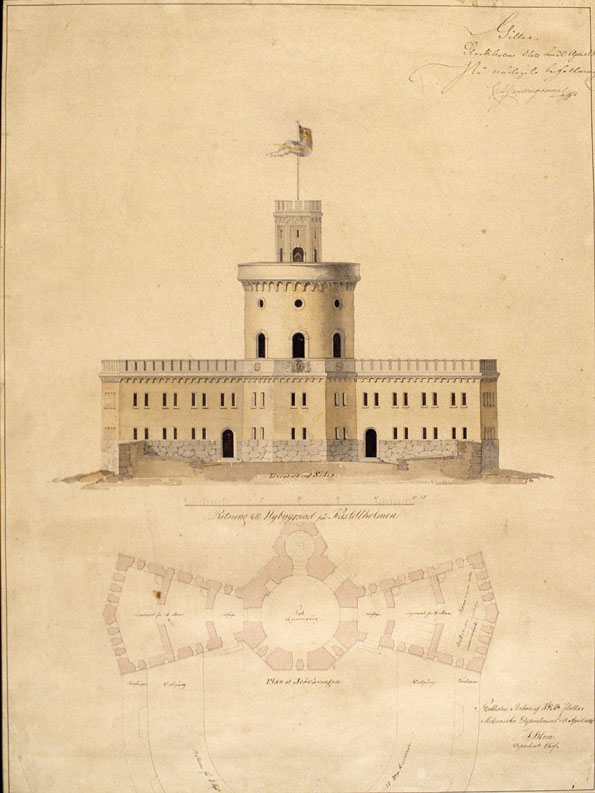
Les plans de Fredrik Blom en 1846.

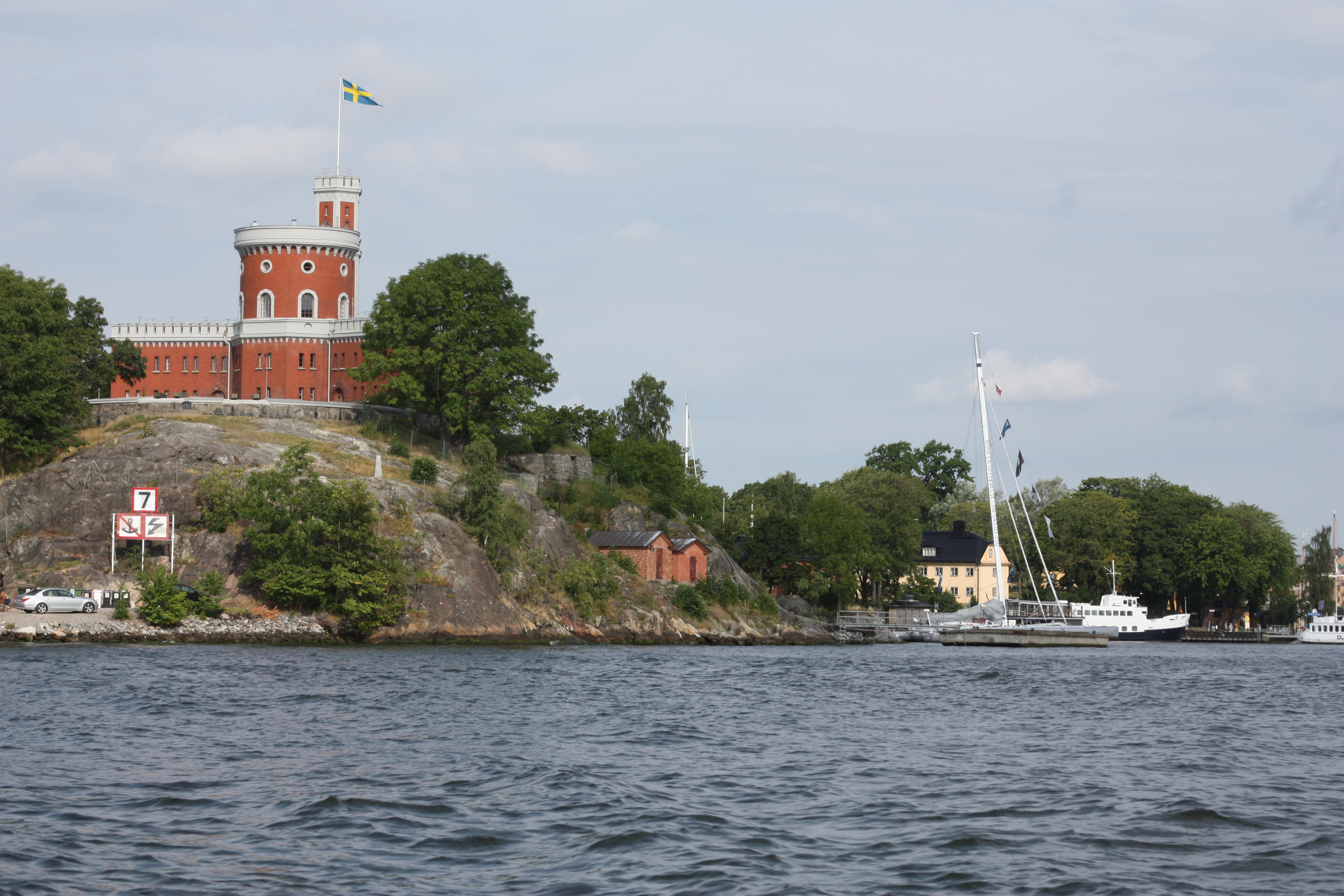
Kastellet est situé sur un petit promontoire rocheux.

Après la destruction du deuxième châtelet, la décision est prise de construire un nouveau bâtiment sur le même emplacement. Le colonel du génie Carl Fredrik Meijer (sv) dessine les plans d'une tour, flanquée de deux ailes, et prévoit d'y installer un canon de 60 livres pour repousser d'éventuels assaillants. Une batterie de canons de salut, pouvant aussi être utilisés face à l'ennemi, doit être disposée au pied du bâtiment.
Les plans de Meier sont revus par le colonel et architecte Fredrik Blom (en), qui modifie les proportions de la tour et lui adjoint une seconde tour haute de vingt mètres, abritant un escalier en colimaçon. Les murs sont en briques rouges, avec un socle de pierre et surmontés de créneaux. Le bâtiment est construit entre 1846 et 1848. L'idée de positionner un canon lourd sur le toit est abandonnée, et le Châtelet est équipé à l'origine de huit canons de 24 livres, qui sont rapidement remplacés par des pièces plus légères.
Entre 1858 et 1956, le bâtiment abrite des appartements de fonction pour sous-officiers. Équipé de canons antiaériens, il retrouve brièvement une mission défensive pendant la Seconde Guerre mondiale. Dans les années 1970, les intérieurs sont réorganisés en bureaux et salles de conférence, et en 2006, l'amicale des officiers de la marine de Stockholm (Sjöofficerssälskapet i Stockholm) y prend ses quartiers. Le Châtelet est classé monument historique depuis le 25 janvier 1935. C'est l'administration des biens immobiliers de l'État suédois (Statens fastighetsverk) qui en assure la maintenance.

## Drapeau
Symbole de la présence de la marine au cœur de la capitale suédoise, le drapeau suédois à trois flammes flotte sur le Châtelet depuis les années 1660. Pourtant, lorsque la flotte quitte définitivement le centre de Stockholm début 1990, le drapeau est descendu pour ce qui doit être la dernière fois. C'est sans compter sur l'opposition des marins et de l'opinion publique.
Le 2 avril 1990, alors que la corvette HMS Stockholm (sv) quitte le centre de la capitale suédoise, son commandant ordonne que le drapeau soit hissé sur le Châtelet, et deux coups de salut sont tirés à bord du navire. Six heures plus tard, le drapeau est redescendu par ordre de l'état-major de la marine et, la semaine suivante, le commandant du Stockholm doit s'expliquer devant l'amiral de la flotte. Après intervention du commandant en chef des forces armées, le drapeau est à nouveau hissé le 6 juin 1990. Depuis, ce sont des soldats de l'armée de terre qui hissent le drapeau chaque matin.